# Bumi Rejo (Jaya Loka)
Bumi Rejo is een bestuurslaag in het regentschap Musi Rawas van de provincie Zuid-Sumatra, Indonesië. Bumi Rejo telt 378 inwoners (volkstelling 2010).